# Santa Maria (hajó)
A Santa Maria 25 méter hosszú, három árbócos karakkot Kolumbusz Kristóf vezérhajóként használta 1492-ben, első Atlanti-óceánon át történő útján, amelyen ez volt a legnagyobb méretű hajó. Legénysége 40 főt tett ki. Tulajdonosa és kapitánya, Juan de la Cosa szintén részt vett az utazáson.
Mivel a küldetés során zátonyra futva elsüllyedt, Kolumbusz a visszautat a Niña fedélzetén tette meg. Az expedícióban részt vevő harmadik hajó a Pinta karavella típusú volt, ahogyan a Niña is.
A hajót eredetileg La Gallega-ra (A gall) keresztelték, feltehetően azért mert Galiciában épült.

## Fordítás
- Ez a szócikk részben vagy egészben  a   Santa María (ship) című angol Wikipédia-szócikk ezen változatának fordításán alapul.  Az eredeti cikk szerkesztőit annak laptörténete sorolja fel. Ez a jelzés csupán a megfogalmazás eredetét és a szerzői jogokat jelzi, nem szolgál a cikkben szereplő információk forrásmegjelöléseként.